# Martin Šulek
Martin Šulek (ur. 15 stycznia 1998 w Trenczynie) – słowacki piłkarz, występujący na pozycji środkowego obrońcy, reprezentant Słowacji. Wychowanek lokalnych klubów TTS Trenčín i AS Trenčín, którego był wieloletnim zawodnikiem, w latach 2022–2023 gracz Wisły Płock. Od 2023 zawodnik Spartaka Trnawa.

## Kariera reprezentacyjna
Šulek został powołany do reprezentacji Słowacji na dwa mecze towarzyskie w styczniu 2017 roku, przeciwko Ugandzie i Szwecji. Zadebiutował 8 stycznia 2017 roku w przegranym 1:3 meczu z Ugandą, grając pierwszą połowę, po czym został zastąpiony przez Juraja Kotulę. Šulek rozegrał również cały mecz ze Szwecją 12 stycznia, przegrany 0:6.

## Sukcesy

### Klubowe
AS Trenčín
- Mistrzostwo Słowacji: 2015/2016
- Zdobywca Pucharu Słowacji: 2015/2016